# Dwór w Kietlowie
Dwór w Kietlowie – zabytkowy dwór wybudowany w  1880 r., w miejscowości Kietlów.

## Historia
Klasycystyczny piętrowy dwór wybudowany na planie prostokąta, kryty niskim dachem; od frontu ryzalit zwieńczony frontonem. W ryzalicie główne wejście do którego prowadzą proste schody. Zabytek jest częścią zespołu folwarcznego, w skład którego wchodzą jeszcze: park, spichlerz z 1911 r.; stodoła z początku XX w.; dom mieszkalny nr 12 z początku XX w.; dom mieszkalny nr 11 z początku XX w.